# Gottfried Voitel
Gottfried Voitel (* 12. Mai 1926 in Dresden; † 10. Oktober 1990) war ein deutscher Politiker (FDP) und Abgeordneter des Hessischen Landtags.

## Ausbildung und Beruf
Gottfried Voitel besuchte die Volksschule und Oberschule und legte nach dem Kriegsdienst das Abitur ab. Das Studium an der Technischen Hochschule Dresden musste er aus politischen Gründen unterbrechen und flüchtete 1948 aus der Sowjetischen Besatzungszone nach Westdeutschland. 1954 bis 1958 studierte er Volkswirtschaft an der Johann-Wolfgang-Goethe-Universität Frankfurt am Main und beendete das Studium mit einem Abschluss als Diplom-Volkswirt. 1960 bis 1968 war er Referent am Seminar für Politik und Dozent am Verwaltungsseminar Frankfurt am Main.

## Politik
Gottfried Voitel wurde 1945 Mitglied der LDPD. Nach der Flucht wurde er Mitglied der hessischen FDP, die damals noch unter dem Namen LDP auftrat. Anfang der 1970er Jahre war er Kreisvorsitzender FDP in Frankfurt.
Von 1956 bis 1973 war er Stadtverordneter in Frankfurt am Main und Mitglied der Verbandsversammlung der Regionalen Planungsgemeinschaft Untermain.
Vom 1. Dezember 1966 bis 21. Mai 1973 war er Mitglied des Hessischen Landtags und dort stellvertretender Vorsitzender der FDP-Landtagsfraktion von Januar 1969 bis zum 30. November 1970. Vom 1. Dezember 1970 bis zum 16. Mai 1973 war er Vizepräsident des Hessischen Landtags. Sein Nachfolger im Landtag war Peter Jochen Kruse. 1969 war er Mitglied der 5. Bundesversammlung.
Vom 21. Mai 1973 bis 21. September 1979 war er Hauptamtlicher Beigeordneter des Hochtaunuskreises.